# Ribera Baja (Valencia)
Ribera Baja (en valenciano Ribera Baixa) es una comarca de la Comunidad Valenciana, España. Situada en la provincia de Valencia. Su capital, como centro administrativo, es el municipio de Sueca y su capital turística es Cullera.

## Geografía
Limita al norte con Valencia y la Huerta Sur, al este con el mar Mediterráneo, al sur con la Safor y al oeste con la Ribera Alta.

## Municipios
| Municipio            | Nombre oficial       | Población (2023) | Superficie | Densidad |
| -------------------- | -------------------- | ---------------- | ---------- | -------- |
| Sueca                | Sueca                | 28 086           | 92,50      | 297,07   |
| Cullera              | Cullera              | 23 753           | 53,80      | 411,62   |
| Almusafes            | Almussafes           | 8996             | 10,77      | 832,59   |
| Sollana              | Sollana              | 4959             | 39,20      | 124,00   |
| Albalat de la Ribera | Albalat de la Ribera | 3411             | 14,30      | 234,96   |
| Corbera              | Corbera              | 3118             | 20,30      | 152,71   |
| Favareta             | Favara               | 2664             | 9,40       | 267,87   |
| Poliñá de Júcar      | Polinyà de Xúquer    | 2550             | 9,18       | 269,28   |
| Riola                | Riola                | 1780             | 5,60       | 314,11   |
| Llaurí               | Llaurí               | 1208             | 13,63      | 85,84    |
| Benicull             | Benicull de Xúquer   | 1134             | 3,56       | 284,27   |
| Fortaleny            | Fortaleny            | 1004             | 4,60       | 223,04   |
| Total                |                      | 82 603           | 276,84     | 288,50   |

## Lengua
La Ribera Baja se encuentra ubicada dentro del ámbito lingüístico valencianoparlante.

## La comarca histórica

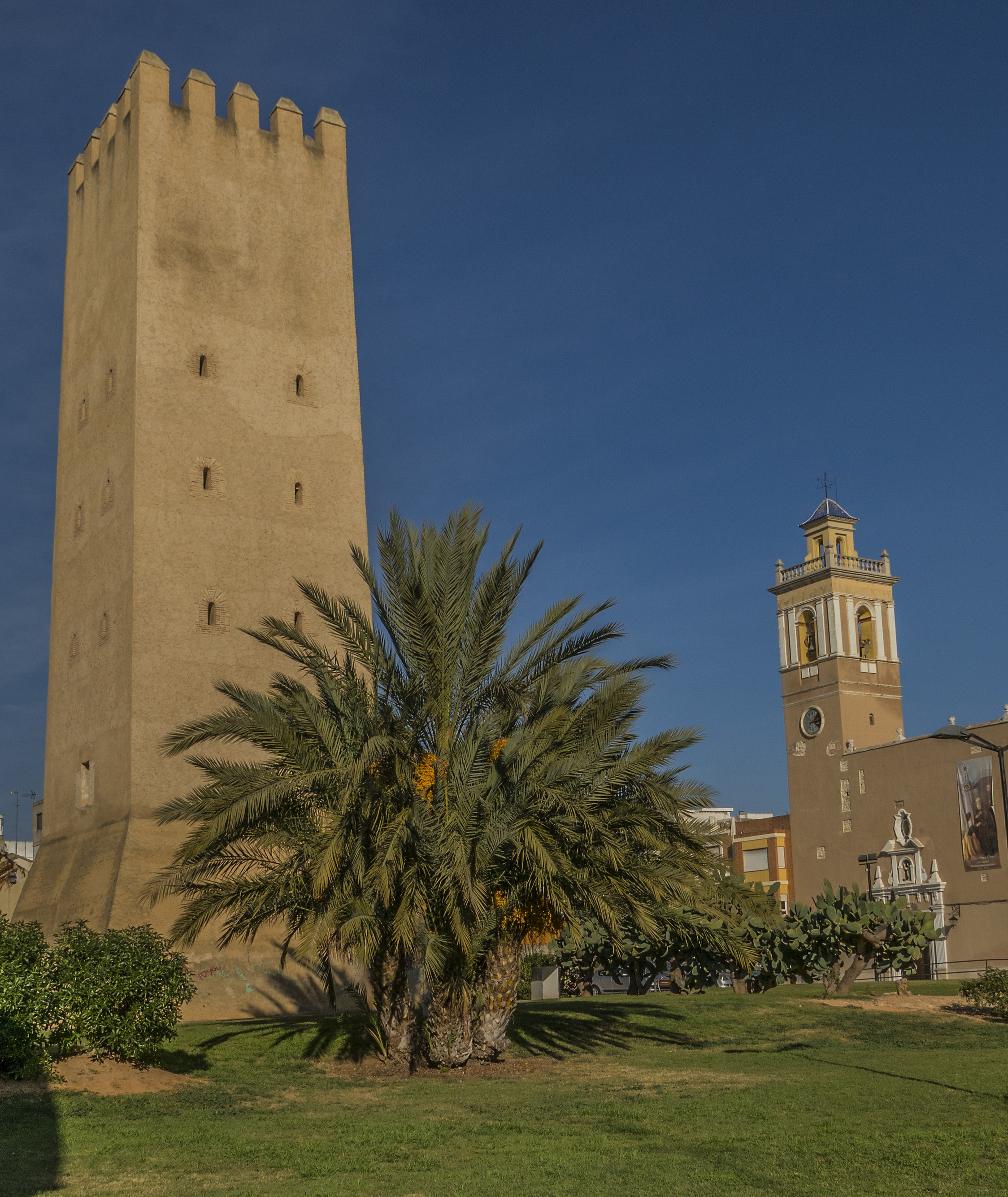
Torre Racef e iglesia de San Bartolomé, Almusafes

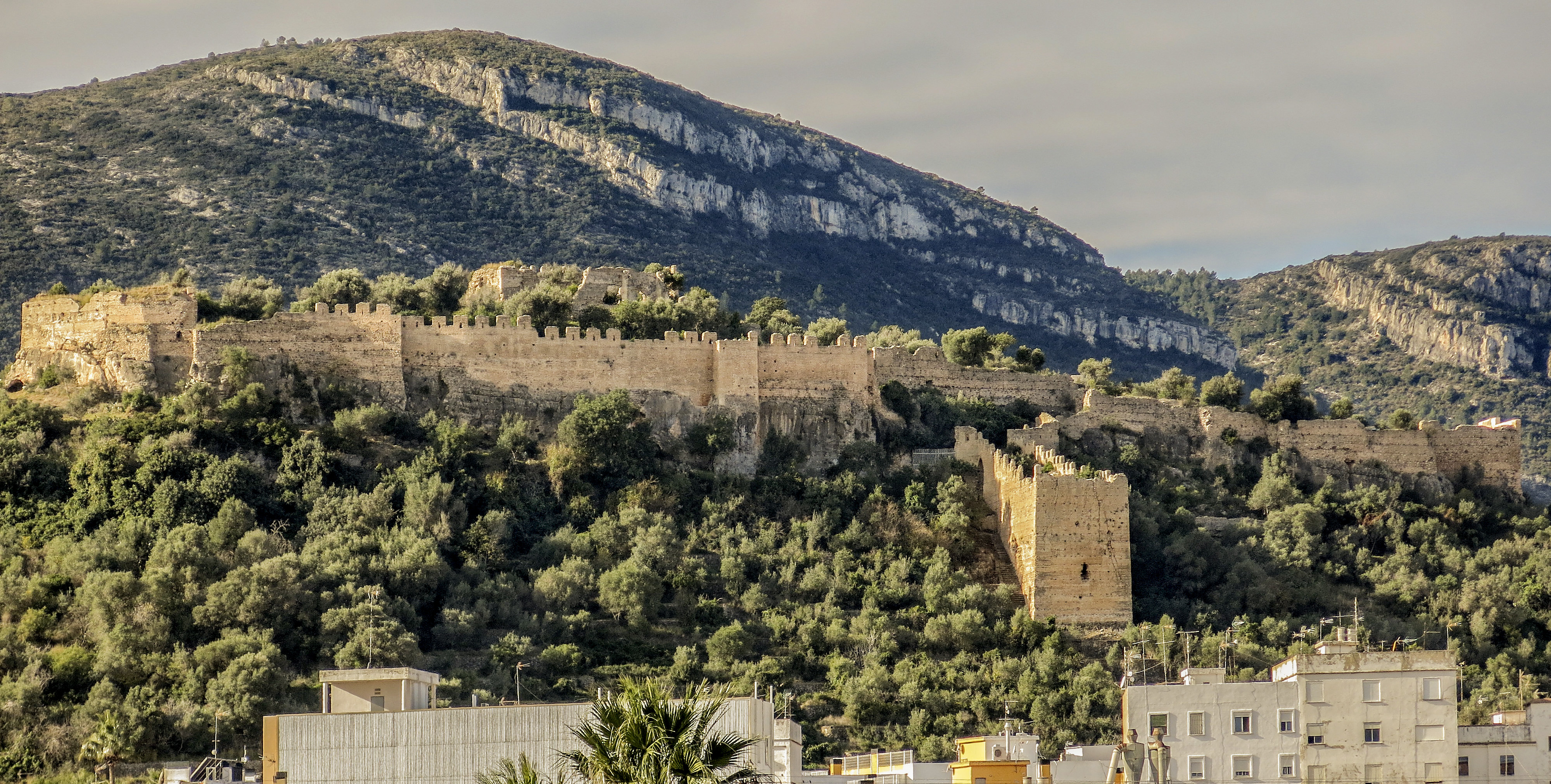
Castillo de Corbera

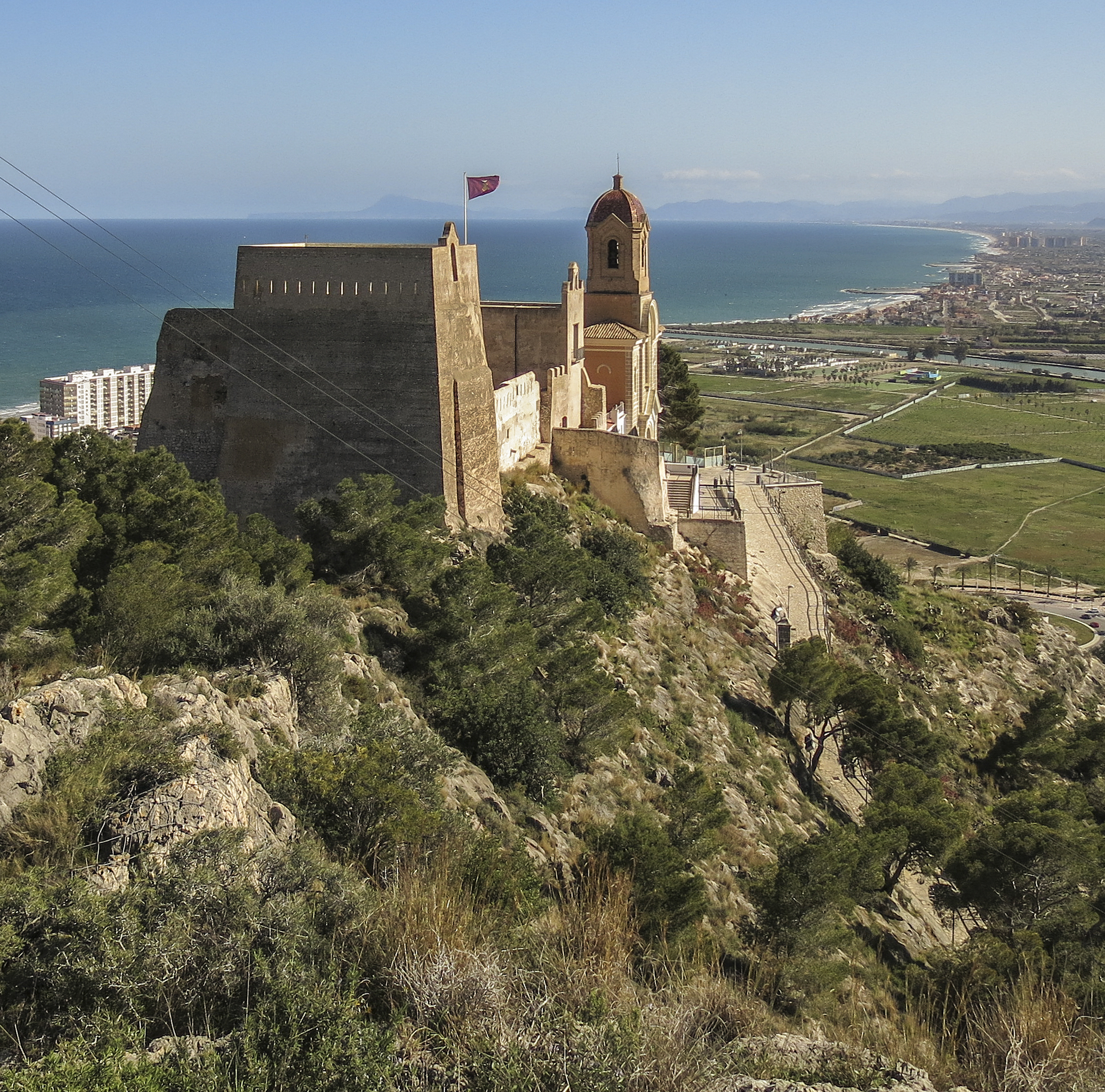
Castillo de Cullera

La histórica comarca de la Ribera Baja incluía los municipios de Manises, Albal, Alcácer, Beniparrell, y Silla (parte de la Huerta Sur), Alginet, y Benifayó (de la Ribera Alta), y Poliñá del Júcar no formaba parte. Esta comarca histórica aparece en el mapa de Emili Beüt "Comarques naturals del Regne de València" publicado en el año 1934.

## Monumentos
La Ribera Baja cuenta con 12 Bienes de interés cultural (BIC). Cabe destacar:
- La Torre Racef, en Almusafes
- El castillo de Corbera
- El castillo y murallas de Cullera